# Автохром

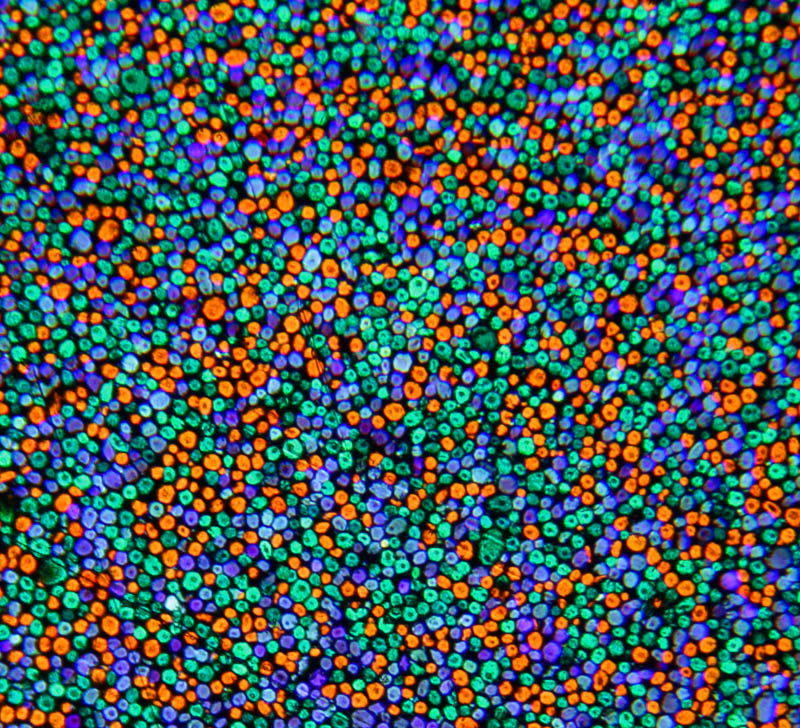
Фрагмент автохромного растра

Автохро́м, Автохро́мный фотопроце́сс (фр. Autochrome Lumière) — первая в мире технология цветной фотографии, пригодная для массового применения. Оставалась безусловным лидером рынка с 1907 до 1935 года, вплоть до появления первых многослойных фотоматериалов. Запатентована братьями Люмьер в 1903 году.

## Описание
Технология «Автохром» основана на растровом способе цветоделения с последующим аддитивным синтезом цветного изображения. Фотопластинки этой системы имеют сложное строение: непосредственно на стеклянную подложку нанесён стохастический растр, состоящий из равномерно перемешанных прозрачных зёрен картофельного крахмала, окрашенных в три основных цвета. Над растром расположена панхроматическая чёрно-белая эмульсия. Слой каучука, удерживающий крахмал на подложке, заполнен сажей так, чтобы прозрачными оставались только окрашенные зёрна. Готовый фотоматериал размещался в обычном фотоаппарате подложкой к объективу, и в момент экспозиции свет достигал эмульсии, пройдя сквозь цветные светофильтры из крахмала. После лабораторной обработки по обращаемому процессу на эмульсии образовывалось растрированное чёрно-белое изображение, состоящее из серых пятен, расположенных под крахмальными светофильтрами. При этом оптическая плотность каждого пятна была пропорциональна интенсивности соответствующей цветовой составляющей данного участка изображения. В проходящем белом свете каждое пятно на эмульсии окрашивалось цветом светофильтра, через который оно было экспонировано. В результате пространственного смешения точек растра основных цветов, глаз видит позитивное изображение в цветах, близких к натуральным цветам объектов съёмки. Благодаря микроскопическим размерам элементов (в среднем, 0,015 мм), растровая структура незаметна глазу даже при увеличении полученного диапозитива.

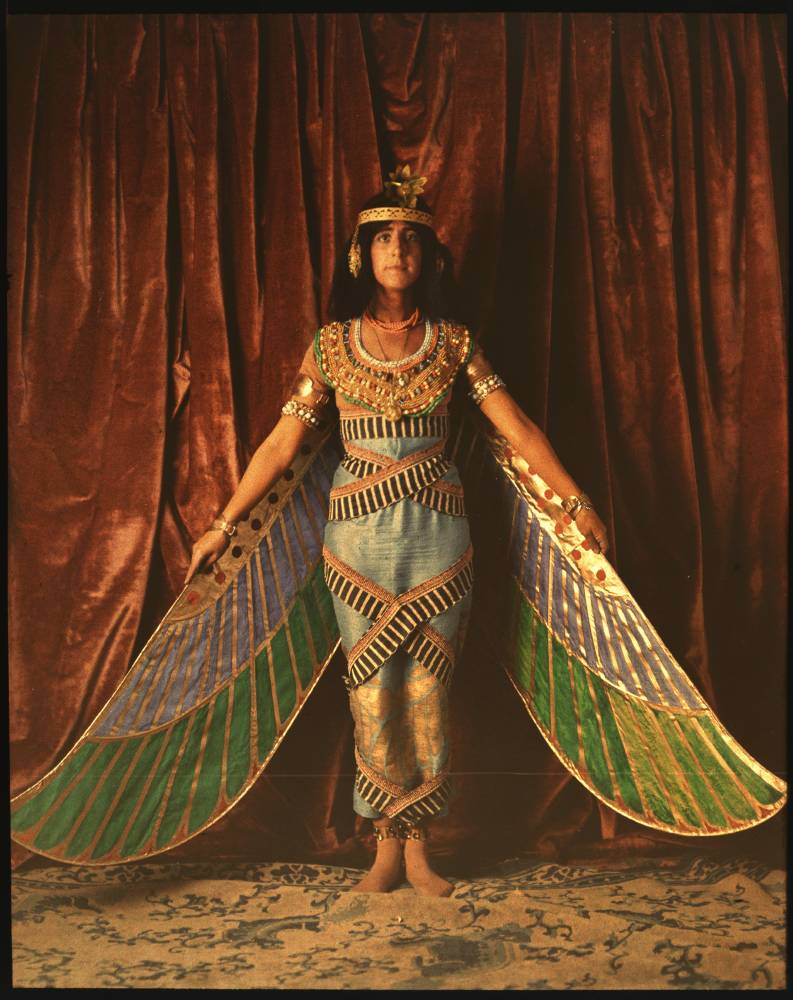
Автохромный снимок танцовщицы в египетском костюме, 1915 год

По сравнению с более ранними технологиями с последовательным или одновременным цветоделением на три отдельные фотопластинки, «Автохром» обладал рядом неоспоримых преимуществ, главным из которых была возможность съёмки в одну экспозицию обычным фотоаппаратом. Предыдущие способы требовали специальной аппаратуры с цветоделительной зеркально-призменной системой или кассетой специальной конструкции. Существовали также фотоаппараты с тремя объективами, одновременно снимающими через разные светофильтры на общую панхроматическую фотопластинку. Во всех случаях «Автохром» оказывался технологичнее, поскольку был избавлен от пространственного и временного параллакса, неизбежных при использовании трёх объективов или последовательных экспозиций. Однако, важнее всего была первая в истории возможность получения цветного снимка без сложной аддитивной проекции или многоцветной печати. 
В то же время, процессу были присущи и недостатки, главным из которых была невозможность тиражирования цветного изображения. Этот фактор стал определяющим при выборе метода съёмки многими профессиональными фотографами, в том числе Сергеем Прокудиным-Горским. Он провёл детальное исследование фотопластинок братьев Люмьер сразу же после начала их массового выпуска в 1907 году. В результате, русский фотограф предпочёл «Автохрому» сложную технологию последовательных экспозиций с помощью фотоаппарата системы Мите-Бермполя, дававшую безрастровое изображение, пригодное для печати с помощью фототипии и аналогичных способов. Ещё одним недостатком «Автохрома» было невысокое светопропускание крахмального растра, из-за чего изображение диапозитивов было слишком тёмным для просмотра без специального диаскопа или диапроектора. Растр снижал и светочувствительность фотопластинок, которая была примерно в 60 раз ниже, чем у обычных чёрно-белых. Хаотическое расположение зёрен часто приводило к их скапливанию в одноцветные фрагменты и появлению пятен.
Тем не менее, новые фотопластинки, оказавшиеся пригодными для фотолюбителей, упростили и профессиональную цветную фотографию. Они распространились за считанные месяцы в большинство сфер возможного применения, став практически стандартом. В 1916 году в Германии начат выпуск фотопластинок «Agfa-Farbenplatte», в которых вместо крахмальных зёрен использованы окрашенные микрокапсулы гуммиарабика. Достоинством такой технологии было повышенное по сравнению с оригинальным «Автохромом» светопропускание за счёт отсутствия заполняемых сажей промежутков между зёрнами. Большую популярность в 1920-х годах приобрели двойные автохромные диапозитивы для стереоскопов. Переход со стеклянной подложки фотопластинок на фотоплёнку отразился и на технологии, первоначально непригодной для гибких фотоматериалов. Появились фотоплёнки с регулярным растром, нанесённым на подложку или эмульсию, в том числе ранний «Агфаколор» 1916 года и киноплёнка «Дюфайколор». Дальнейшим развитием стали фото- и киноплёнки с лентикулярным растром (процесс Келлера-Дориана), такие как ранний «Кодаколор», выпущенный в 1928 году.

## Коллекции автохромов
В России съёмкой по методу «Автохром» сразу же заинтересовались многие фотографы. Устроенная в 1908 году Московским художественно-фотографическим обществом международная фотовыставка выявила сразу нескольких приверженцев новейшей технологии. Среди них особо отмечены автохромы Константина Солодовникова, Иннокентия Щёголева и председателя Вятского фотографического общества В. Беркштекера. Страстным энтузиастом цветной фотографии был знаменитый писатель Леонид Андреев, создавший тысячи автохромов (многие из них сохранились до наших дней); по словам Корнея Чуковского, "он не мог вообразить, что есть люди, для которых эти стеклышки неинтересны. Он трогательно упрашивал каждого заняться цветной фотографией". Однако наиболее масштабный проект автохромной документалистики состоялся во Франции.
Между 1909 и 1931 годами французским банкиром Альбером Каном была собрана коллекция из 72 000 автохромов, дающих представление о той эпохе в 50 странах мира — «Архив планеты». Коллекция, одна из крупнейших в своём роде в мире, находится в музее Альбера Кана в пригороде Парижа Булонь-Бийанкур (департамент О-де-Сен). Новая компиляция изображений из коллекции Альбера Кана была опубликована в 2008 году.
Национальное географическое общество собирало автохромы и другие цветные фотографии на протяжении более двадцати лет. Многие тысячи оригинальных пластин автохромов до сих пор сохранились в архивах Общества.
В Библиотеке Конгресса США хранится огромная коллекция работ американского фотохудожника и фотографа Арнольда Генте из 384 пластин его автохромов по состоянию на 1955 год.